# جورج رايدر
جورج رايدر (بالإنجليزية: George Rider)‏ هو منافس ألعاب قوى أمريكي، ولد في 24 ديسمبر 1890، وتوفي في 8 أغسطس 1979.

## وصلات خارجية
- جورج رايدر على موقع كلية كرة السلة في سبورتس رفرنس.كوم (الإنجليزية)